# Agnes Börjesson

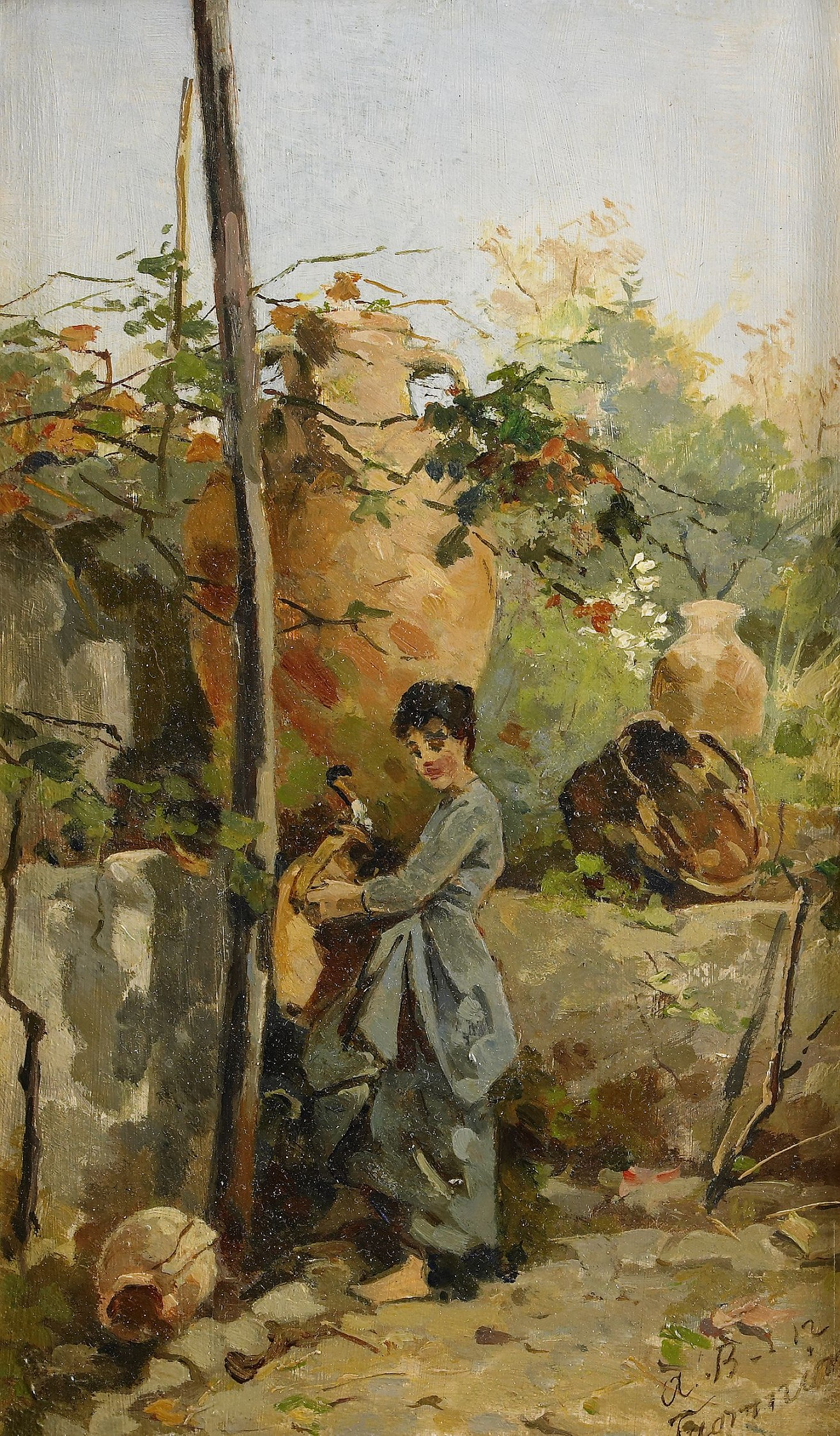
Femme italienne au puits, par Agnes Börjeson.

Agneta "Agnes" Fredrika Börjesson, née le 1er mai 1827 à Uppsala en Suède et morte le 26 janvier 1900 à Alassio en Italie, est une artiste peintre suédoise. Elle a été membre de l'Académie Royale des Arts (1872).

## Biographie
Agnes Börjesson est la fille de l'écrivain Johan Börjesson et de Fredrika Gustava Fock. En 1849, avec Amalia Lindegren, Jeanette Möller et Lea Fredrika Ahlborn, elle devient une des quatre femmes autorisées à suivre des études d'art à l'Académie royale des arts de Suède qui alors n'était pas officiellement ouverte aux étudiantes même si elles pouvaient être acceptées par dispense spéciale. Elle est une élève de Constantin Hansen à Copenhague de 1852 à 1853, de Johan Christoffer Boklund à Stockholm de 1853 à 1856, et de Benjamin Vautiers en 1865. Elle peint des scènes de genre et des scènes historiques, souvent à partir du 17e et 18e siècle.
Agnes Börjesson s'installe en Italie, mais continue à participer aux expositions de l'Académie Royale des Arts, et est intronisée en tant que membre en 1872.